# 金應琦
金應琦（1742年—1810年），字筠莊，安徽省徽州府歙縣（今安徽省歙縣），清朝政治人物、進士出身。
乾隆四十七年，乡试中舉。乾隆四十九年，任內閣中書。乾隆五十八年，任內閣侍讀。嘉慶五年，署山西按察使。嘉慶八年，任浙江按察使、湖南按察使。嘉慶十年，任山西布政使。嘉慶十一年，護理山西巡撫。嘉慶十四年，任山西巡撫、刑部右侍郎。